# 水生シダ類
水生シダ類（すいせいシダるい、Aquatic Fern）は、水草として生活するシダ植物の総称である。分類学的にはサンショウモ目（Salviniales）に属する種のことを指す。シダ類としては例外的な特徴を持つ一群である。

## 概要
一般にシダ類は湿ったところに生えると言われるが、水中に生活するものはほとんどなく、ごく一部に水草として生活するものがある。それらはシダ類としては特異な形態をしており、これを水生シダ類と言う。普通、水生シダ類と言われるのはサンショウモ目（水生シダ目 Hydropteriales とも）の各種であるが、他に水中で生活するミズニラやミズワラビを水生シダ類に含める場合もある。このほかに水中で生活するシダ植物として、ミズトクサやミツデヘラシダなどの種が知られているが、これらは近縁の陸生種と形態的にさほど変わらないのでこれに含めないことが多い。これらのグループは、互いに近縁なわけではなく、形態もそれぞれに異なっているので、まとめて論じる訳には行かないが、いずれもシダ類としては極めて特異で、系統的にも特殊なものが多い。
サンショウモ目の各種は、シダ植物門の中では例外的に大胞子と小胞子が分化しており、サンショウモ目に含まれる3科はそれぞれ互いに近縁なものであるともいう説もあるが、それ以外の形態があまりにも異なるので、互いに独立に進化したとも言われており、その類縁関係には定説がない。ただし、遺伝子情報からはやはり近縁との見方が出ているようだ。
水生シダ類は、いずれも温暖な地域では多年草だが、日本では一年草として生活するものも多い。また、いずれも除草剤等に弱く、一部を除いて現在の日本では絶滅危惧ないしそれに近い状況にある点でも似ている。

## 分類
以下の分類群が水生シダ類に該当する。
サンショウモ目
- サンショウモ科 Salviniaceae
  - サンショウモ属 Salvinia - サンショウモなど。
- アカウキクサ科 Azollaceae
  - アカウキクサ属  Azolla - 1科1属。アカウキクサなど。アカウキクサ属をサンショウモ科に含めるとする場合もある[2]。
- デンジソウ科 Marsileaceae
  - デンジソウ属 Marsilea - デンジソウなど。
  - Pilularia - pillwort (Pilularia globulifera)

なおデンジソウ科を独立のデンジソウ目（Marseileales）とするとの主張もあるが、これは通常サンショウモ目に含むとされる